# Monte Saint-Marcel
Il monte Saint-Marcel (in francese mont Saint-Marcel) è un monte della Guyana francese alto 635 m ed è parte del Massiccio della Guiana, venne scoperto nel 1941 dal dottore delle truppe coloniali francesi di origine alsaziana Marcel Heckenroth.
Il monte si trova nel comune di Camopi.
| Controllo di autorità | VIAF (EN) 250558398 · BNF (FR) cb16600723m (data) |